# Aristolochia sylvicola
Aristolochia sylvicola là một loài thực vật có hoa trong họ Aristolochiaceae. Loài này được Standl. mô tả khoa học đầu tiên năm 1925.